# Phương tiện truyền thông điện tử

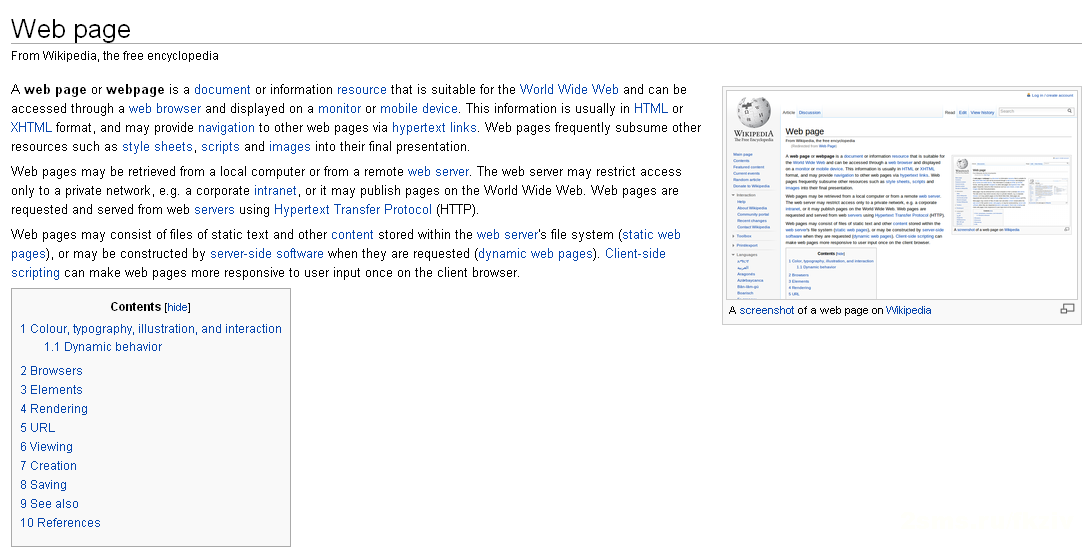
Một ảnh chụp màn hình của một trang web. Các máy tính để lưu trữ, truyền tải và hiển thị trang web là phương tiện điện tử. Các trang web là một phương tiện điện tử.

Biểu diễn đồ họa của dữ liệu âm thanh điện tử. Phương tiện điện tử sử dụng xử lý tín hiệu analog (đỏ) hoặc kỹ thuật số (xanh dương).

Phương tiện truyền thông điện tử là phương tiện sử dụng đối tượng điện tử hoặc cơ điện để truy cập nội dung. Điều này trái ngược với phương tiện tĩnh (chủ yếu là phương tiện in ấn), ngày nay thường được tạo ra bằng điện tử, nhưng không yêu cầu người dùng cuối phải truy cập thiết bị điện tử ở dạng in. Các nguồn phương tiện điện tử chính quen thuộc với công chúng là các bản ghi video, ghi âm, thuyết trình đa phương tiện, thuyết trình slide, CD-ROM và nội dung trực tuyến. Hầu hết các phương tiện truyền thông mới đều ở dạng phương tiện kỹ thuật số. Tuy nhiên, phương tiện điện tử có thể ở dạng dữ liệu điện tử tương tự hoặc định dạng dữ liệu điện tử kỹ thuật số.
Mặc dù thuật ngữ này thường được liên kết với nội dung được ghi trên phương tiện lưu trữ, nhưng chúng không cần phải ghi lại để phát trực tiếp và kết nối mạng trực tuyến.
Bất kỳ thiết bị nào được sử dụng trong quá trình giao tiếp điện tử (ví dụ: tivi, radio, điện thoại, máy tính để bàn, bảng điều khiển trò chơi, thiết bị cầm tay) cũng có thể được coi là phương tiện điện tử.